# Peter Gentzel
Peter Gentzel (født 12. oktober 1968 i Göteborg) er en svensk tidligere håndboldspiller der stoppede sin aktive karriere i sommeren 2010. Han spillede senest for den tyske klub THW Kiel.
I december 2010 blev Gentzel ny chef for Svensk Elithandboll.

## Klubhold
- IK Heim ( -1989)
- Redbergslids IK (1989–1999)
- CB Cantabria (1999–2000)
- BM Granollers (2000–2001)
- HSG Nordhorn (2001-2009)
- THW Kiel (2009-2010 )

## Landshold
Gentzel har spillet over 200 landskampe og fejret adskillige triumfer med det svenske landshold, og var blandt andet med til at vinde EM i håndbold tre gange i træk, i 1998, 2000 og 2002. Desuden blev han verdensmester i 1999.